# Panettieri
Panettieri – miejscowość i gmina we Włoszech, w regionie Kalabria, w prowincji Cosenza.
Według danych na rok 2004 gminę zamieszkiwało 375 osób, 26,8 os./km².